# Kijk, die kinderen
Kijk, die kinderen is een hoorspel van Ton van Reen. De VARA zond het uit op woensdag 15 mei 1974 (met een herhaling op woensdag 11 augustus 1976). De regisseur was Ad Löbler. De uitzending duurde 30 minuten.

## Rolbezetting
- Gerrie Mantel (Janneke)
- Maria Lindes (Evelientje)
- Joke Reitsma-Hagelen (de juffrouw)
- Petra Dumas (Annemie)
- Trudy Libosan (Lies)
- Paula Majoor (de kraamvrouw)
- Tine Medema (de zuster)
- Donald de Marcas (de dokter)

## Inhoud
Kijk, die kinderen lopen keurig gehoorzaam, gedisciplineerd, in de rij en in het gelid. De juffrouw roept tegen Janneke: “Netjes in de rij lopen, Janneke, en Evelientje goed aan de hand houden. Je weet hoe gevaarlijk het verkeer is. En goed doorlopen. En laat die vogel in de goot liggen, alsjeblieft. Die is dood. Binnenkort gaan we naar de dierentuin, dan mogen jullie de hele middag naar de vogels!” Kijk, die kinderen… In de kraamkliniek zingt de poetsjuffrouw onder het werk met de bezem, het schone lied: “Als ik groot ben, lieve moeder, en ik trappel op je schoot, geef ik je wellicht een zoentje…” Ze maakt zich tegelijkertijd zorgen over het kind dat op het punt staat geboren te worden op zaal drie. Tegen haar collega-poetsjuffrouw zegt ze: “Op zaal drie schijnt een moeilijke bevalling te zijn. Het licht staat al uren op rood! Kijk, dat kind…”